# خط آشوری
خط آشوری گونه‌ای از خط میخی بود که برای نوشتن گویش آشوری زبان اکدی در امپراتوری آشور استفاده می‌شد. این خط از سده ۲۰ تا ۶ پیش از میلاد کاربرد داشت.

## تاریخچه
خط آشوری از این مراحل تکامل یافت:
- اقتباس از خط اکدی در حدود ۲۰۰۰ پ.م
- استانداردسازی در دوره آشور قدیم (۲۰۰۰–۱۵۰۰ پ.م)
- اوج استفاده در دوره امپراتوری آشوری نو (۹۱۱–۶۰۹ پ.م)

## ویژگی‌ها
مهم‌ترین مشخصات این خط:
- حدود ۱۵۰ نشانه اصلی
- جهت نوشتار از چپ به راست
- استفاده از نشانه‌های میخیِ کشیده و زاویه‌دار
- ترکیب علائم آوایی و تصویری

## کاربردها
این خط برای نوشتن:
- کتیبه‌های سلطنتی
- متون اداری
- کتابخانه آشوربانیپال در نینوا
- قراردادهای تجاری

## پیوندهای بین‌زبانی
ویکی‌پدیای فارسی در سال ۱۳۸۲ بنیان‌گذاری شده و هم‌اکنون ۱٬۰۵۰٬۵۰۸ نوشتار دارد. ویکی‌پدیا به زبان‌های بسیاری وجود دارد؛ برخی از بزرگ‌ترین آن‌ها در زیر فهرست شده‌اند.
- English
- Deutsch
- Français
- Svenska
- Nederlands
- Русский
- Español
- Italiano
- Polski
- مصرى
- 中文
- 日本語
- Українська
- Tiếng Việt
- العربية
- Português
- فارسی

- Català
- Bahasa Indonesia
- 한국어
- Српски / srpski
- Norsk
- Türkçe
- Нохчийн
- Suomi
- Čeština
- Magyar
- Română
- Татарча / tatarça
- Euskara
- Srpskohrvatski / српскохрватски
- 閩南語 / Bân-lâm-gí
- Bahasa Melayu
- עברית
- Esperanto
- Հայերեն
- Dansk
- Български
- Oʻzbekcha / ўзбекча
- Cymraeg
- Simple English
- Ελληνικά
- Беларуская
- Slovenčina
- Eesti

- تۆرکجه
- Қазақша
- اردو
- Minangkabau
- Hrvatski
- Galego
- Lietuvių
- Azərbaycanca
- Slovenščina
- Ქართული
- Ladin
- தமிழ்
- ไทย
- Norsk nynorsk
- বাংলা
- हिन्दी
- Македонски
- 粵語
- Latina
- Asturianu
- Latviešu
- Afrikaans
- Тоҷикӣ
- తెలుగు
- မြန်မာဘာသာ
- Shqip
- Kiswahili
- Malagasy
- मराठी
- Bosanski
- Kurdî
- Occitan
- Беларуская (тарашкевіца)
- Brezhoneg
- മലയാളം
- Plattdüütsch
- Lombard
- کوردی
- Кыргызча
- Jawa
- پنجابی
- नेपाल भाषा
- Kreyòl ayisyen
- Piemontèis
- Vèneto
- Hausa
- Lëtzebuergesch
- مازِرونی
- Башҡортса
- Gaeilge
- Sunda
- Íslenska
- Ślůnski
- ਪੰਜਾਬੀ
- Чӑвашла
- Frysk
- Ido

- انگلیسی (Assyrian cuneiform)
- عربی (الكتابة المسماریة الآشوریة)
- فرانسوی (Cunéiforme assyrien)
- آلمانی (Assyrische Keilschrift)
- ترکی (Asur çivi yazısı)
- روسی (Ассирийская клинопись)